# هگزان-۲-ان
هگزان-۲-ان (به انگلیسی: Hexan-2-one) یک ترکیب شیمیایی با شناسه پاب‌کم ۱۵۴۸۸۹ است. 